# Km 3
Km 3 (pronunciación portuguesa: [kil'ometru tr'es], ‘kilómetro tres’) es un barrio del distrito de Sede, en el municipio de Santa Maria, en el estado brasileño de Río Grande del Sur. Está situado en el nordeste de Santa Maria.

## Villas
El barrio contiene las siguientes villas: km 3, Vila Anacleto Corrêa, Vila Bilibiu, Vila Dr. Wautier, Vila Favarin, Vila Palmares.

## Galería de fotos

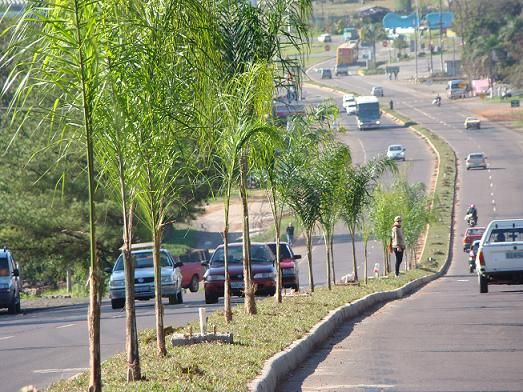

| Noroeste: Campestre do Menino Deus Presidente João Goulart | Norte: Campestre do Menino Deus / Itaara / Arroio Grande | Nordeste: Arroio Grande |
| Oeste: Presidente João Goulart Nossa Senhora das Dores     |                                                          | Este: Arroio Grande     |
| Suroeste: Nossa Senhora das Dores Cerrito                  | Sur: Cerrito / São José                                  | Sureste: Pé de Plátano  |